# 宮里町 (瀬戸市)
宮里町（みやざとちょう）は、愛知県瀬戸市深川連区の町名。丁番を持たない単独町名である。

## 地理
- 瀬戸市の中央部に位置する[8]。西を背戸側町、北を湯之根町、東を泉町・宮脇町、南を深川町・仲切町と隣接している[8]。
- 丘陵地斜面の住宅と陶磁器関係の中小工場が混在する[8]。
- かつては真宗大谷派泉秋寺が東部にあった[8]が、東隣の泉町に遷座している。

### 河川
- 泉川（印所川支流） ： 町の東端、泉町との町境を南流している。

- 泉川（宮里町・泉町境）

### 学区
市立小・中学校に通う場合、学区は以下の通りとなる。また、公立高等学校普通科に通う場合の学区は以下の通りとなる。
| 番・番地等 | 小学校                 | 中学校                 | 高等学校 |
| ---------- | ---------------------- | ---------------------- | -------- |
| 全域       | 瀬戸市立にじの丘小学校 | 瀬戸市立にじの丘中学校 | 尾張学区 |

## 歴史

### 町名の由来
1915年（大正4年）頃、深川神社の東側に道路ができて、この一帯を新開地と呼んだが、その後宮裏と呼ばれるようになった。町名設定の際、住民が「裏」を嫌ったので、宮里町と名付けたと伝えられている。

### 沿革
- 1942年（昭和17年）1月9日 - 瀬戸市大字瀬戸字池田の一部により、同市宮里町として成立[2]。

## 世帯数と人口
2025年（令和7年）2月1日現在の世帯数と人口は以下の通りである。
| 町丁   | 世帯数  | 人口  |
| ------ | ------- | ----- |
| 宮里町 | 107世帯 | 178人 |

### 人口の変遷
国勢調査による人口の推移
| 1995年（平成7年）  | 310人 | [ 12 ] |  |
| 2000年（平成12年） | 274人 | [ 13 ] |  |
| 2005年（平成17年） | 239人 | [ 14 ] |  |
| 2010年（平成22年） | 192人 | [ 15 ] |  |
| 2015年（平成27年） | 171人 | [ 16 ] |  |
| 2020年（令和2年）  | 166人 | [ 17 ] |  |

### 世帯数の変遷
国勢調査による世帯数の推移。
| 1995年（平成7年）  | 134世帯 | [ 12 ] |  |
| 2000年（平成12年） | 129世帯 | [ 13 ] |  |
| 2005年（平成17年） | 125世帯 | [ 14 ] |  |
| 2010年（平成22年） | 103世帯 | [ 15 ] |  |
| 2015年（平成27年） | 90世帯  | [ 16 ] |  |
| 2020年（令和2年）  | 100世帯 | [ 17 ] |  |

## 交通

### 鉄道
町内に鉄道は走っていない。最寄り駅は名鉄瀬戸線尾張瀬戸駅になる。

### バス
町内にバスは走っていない。最寄りのバス停は、名鉄バス「しなの線（瀬戸北線）」【1】【1H】【2】【2H】【3】【4】系統・同「本地ヶ原線」【10】系統の記念橋バス停・瀬戸宮前バス停になる。

### 道路
愛知県道207号定光寺山脇線 ： 町の北西端から町境を東へ向かい、途中から南へと折れ進んでいる。

## 施設
- カズタミアート 染付春悦 ： 染付で描いた外壁が素敵な店。瀬戸染付焼きを製造販売しているほか、陶磁器製ランプや染付作品を展示している[18]。

- カズタミアート 染付春悦

## その他

### 日本郵便
- 郵便番号 : 489-0077[6]（集配局：瀬戸郵便局[19]）。